# پورت موریس، کالیفرنیا
پورت موریس (به انگلیسی: Port Morris) یک منطقهٔ مسکونی در ایالات متحده آمریکا است که در راکسبری، نیوجرسی واقع شده‌است. پورت موریس ۲۷۳ متر بالاتر از سطح دریا واقع شده‌است.